# Regional Cargo

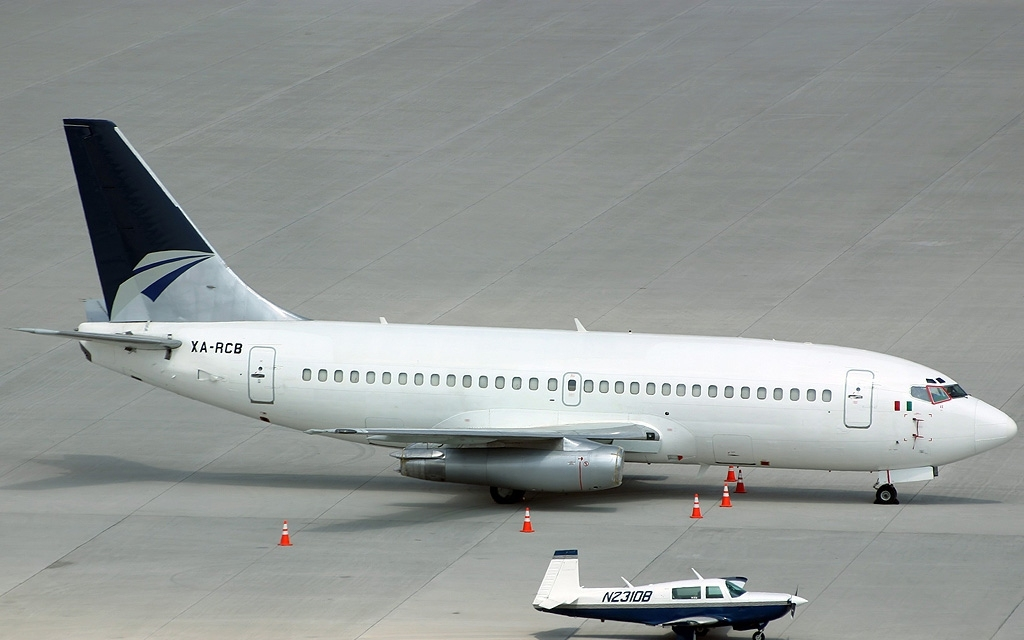
Boeing 737-2T4C Adv. (XA-RCB) de Regional Cargo junto a un Mooney M20J (N2310B) en el Aeropuerto Intercontinental de Querétaro.

Regionalcargo Holdings, S.A. de C.V., o Regional Cargo, fue una aerolínea de carga. Tenía su sede administrativa en Plaza Balcones, en la ciudad de Querétaro, Querétaro. Operó servicios regulares desde su aeropuerto principal, el Aeropuerto Internacional de Querétaro, así como desde el Aeropuerto Internacional de la Ciudad de México.

## Historia
RegionalCargo fue fundada en junio de 2006, con aportación de capital 100% mexicano.
Inicia operaciones en la Ciudad de Querétaro el 7 de julio de 2006.
Después de evaluar su esquema operativo, suspende operaciones el 31 de diciembre de 2011, entrando en enero de 2012 a un proceso de reestructura. 
En mayo de 2012, cambia su estructura accionaria. 
Actualmente está en la etapa final de definir su nuevo modelo de negocio, con la meta de reiniciar operaciones.

## Flota
Durante el período del 6 de mayo de 2008 hasta enero de 2012, operó 1 Boeing 737-2T4C Advance matriculado XA-RCB, hasta finalizar sus operaciones el 30 de noviembre de 2011.
Actualmente está evaluando diversas aeronaves para cumplir con el Plan de Negocios trazado.
Su flota al iniciar operaciones el 9 de septiembre de 2007 consistió de un ATR 42-300(F) matriculado XA-RCA, hasta retirarlo en agosto de 2009.

## Destinos
Regional Cargo operó los siguientes servicios de carga (a julio de 2011):
- Destinos domésticos: Aeropuerto Internacional de Cancún, Aeropuerto Internacional de la Ciudad de México, Aeropuerto Internacional de Mérida yAeropuerto Internacional de Monterrey.